# Spring City 66
Le Spring City 66 est un gratte-ciel situé à Kunming en Chine. Il s'élève à 349 mètres sur 61 étages. Son achèvement a eu lieu en 2019. 
C'est le plus gratte-ciel de Kunming 